# XFN
XFN (XHTML Friends Network) er en simpel måde at vise relation mellem mennesker, lavet af Global Multimedia Protocols Group. XFN bruges på personlige hjemmesider, især blogs. Når man linker til en anden side, skal man bare skrive sit forhold til personen. Her er et eksempel:
```
<a href="http://ole.example.org" rel="friend met">Oles blog</a>
```

Her viser man, at man er ven med og har mødt (IRL) Ole. Der findes en standard for de relationer, man kan have.